# Lana Wood

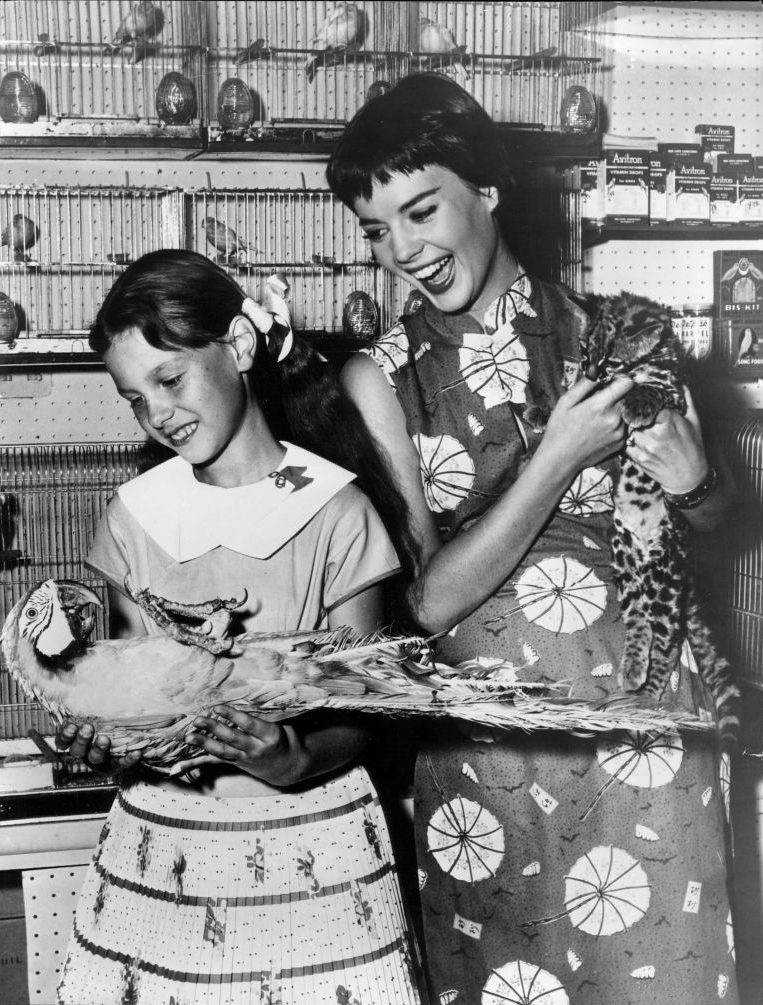
Lana Wood med sin storasystar Natalie Wood 1956.

Lana Wood, född Svetlana Lisa Gurdin den 1 mars 1946 i Santa Monica, Kalifornien, är en amerikansk skådespelare. Hon är yngre syster till skådespelaren Natalie Wood. I westernfilmen Förföljaren från 1956 spelade hon samma roll som sin syster, fast som barn. På 1960-talet hade hon roller i ett flertal TV-serier. 1971 spelade hon Plenty O'Toole i Bondfilmen Diamantfeber. Trots att hennes medverkan sträcker sig till några få minuter är det en av hennes kändaste roller. Hon slutade skådespela på 1980-talet, men återvände till yrket på 2000-talet.

## Filmografi
- 1956 – Förföljaren
- 1966 – Peyton Place (TV-serie)
- 1971 – Diamantfeber